# Касасагі (1937)
Касасагі (Kasasagi, яп. 鵲) — міноносець Імперського флоту Японії типу «Оторі», який брав участь у Другій світовій війні.

## Історія створення
Корабель, який став четвертим серед міноносців типу «Оторі», був закладений 4 березня 1935 року на верфі «Ōsaka Iron Works» в Осаці. Спущений на воду 18 жовтня 1935 року, вступив у стрій 15 січня 1937 року.

## Історія служби
На момент вступу Японії до Другої світової війни «Касасагі» належав до 15-го ескортного дивізіону, який відносився до Флоту Китайської зони. 4 грудня 1941-го корабель вийшов з Мако (важлива база ВМФ на Пескадорських островах у південній частині Тайванської протоки) для участі у майбутній операції проти британського Гонконгу, який здався 25 грудня.
З січня 1942-го «Касасагі» узявся за патрульно-ескортну службу, базуючись на Гонконгу (саме тут корабель проходив необхідні ремонти — з 7 по 17 квітня, з 19 по 23 вересня, з 18 по 25 жовтня 1942-го, з 21 лютого по 25 березня 1943-го). При цьому після розформування 10 квітня 15-го дивізіону «Касасагі» напряму підпорядковувався Другому Китайському експедиційному флоту (частина Флоту Китайської зони, яка відповідала за операції біля узбережжя південного Китаю).
Серед ескортних операцій, у яких брав участь «Касасагі», можливо згадати проведення конвою, що 2—7 лютого 1942-го пройшов між Мако та Хайфоном (порт у Північному В'єтнамі); супровід конвою «Шитай № 1», який перевозив війська з Гонконгу до архіпелагу Бісмарка для підсилення японського угруповання, що вело важку битву за Гуадалканал («Касасагі» забезпечував ескортування з 26 вересня по 4 жовтня 1942-го на першій ділянці маршруту до Палау на заході Каролінських островів, а 9 лютого повернувся до Гонконгу); ескортування в період з 30 листопада по 14 грудня 1942-го конвоїв з Гонконгу до Палау та назад. А з другої половини 1942-го «Касасагі» неодноразово залучали до патрульно-ескортної служби в районі Амою (порт на материковому узбережжі Тайванської протоки у провінції Фуцзянь).
1 червня 1943-го «Касасагі» передали до 24-ї особливої військово-морської бази (24th Special Base Force), яка належала до Другого Південного експедиційного флоту, відповідального за контроль над Нідерландською Ост-Індією. Як наслідок, 4—12 червня «Касасагі», пройшов, ескортуючи конвої, з Гонконгу через Балікпапан (центр нафтовидобутку на східному узбережжі острова Борнео) до Сурабаї (велика база на сході острова Ява), а 15—22 червня супроводив конвой з Сурабаї до острова Амбон (Молуккські острови). 14—22 липня «Касасагі» ходив з ескортними цілями до західного узбережжя Нової Гвінеї.
Невдовзі корабель залучили до виконання кругових транспортних рейсів з Амбону — 24—26 липня, 31 липня — 2 серпня та 22—24 серпня 1943-го він ходив до Саумлаккі на островах Танімбар (шість сотень кілометрів на південний схід від Амбону, на межі морів Банда та Арафурського); 5—9 серпня 1943-го виконав рейс до Кау на острові Хальмахера; 27 серпня — 1 вересня виходив до Каймана на південно-західному узбережжі Нової Гвінеї (більш ніж вісім сотень кілометрів на південний схід від Амбону). Не полишав корабель і ескортної служби, так, 14—17 серпня він супроводжував конвой у круговому рейсі з Амбону до новогвінейського Бабо на північному узбережжі півострова Бомберай (японці мали тут аеродром), а 14—18 вересня ескортував конвой до Кендарі (північно-східний півострів острова Целебес) та назад.
25 вересня 1943-го «Касасагі» вирушив з Амбону охороняючи транспорт «Хокуроку-Мару». 27 вересня в морі Флорес неподалік від південно-східного завершення Целебесу корабель був торпедований та потоплений американським підводним човном «Блюфіш» (втім, «Хокуроку-Мару» зміг досягнути целебеського порту Помалаа).